# 飛塚雅俊
飛塚 雅俊（とびつか まさとし、1977年6月25日 - ）は、90kg級の柔道家。身長184cm。得意技は大外刈、小外刈

## 経歴
山形県東村山郡山辺町出身。小学生の頃は数々のスポーツをこなして得意にしていたが、柔道で自分より体の小さな相手に投げられたことがきっかけで本格的に柔道を始めた。
山形工業高校進学後の1995年には高校選手権無差別で優勝。東海大学を経て新日鉄の所属になると、2001年のフランス国際をはじめとする数々の国際大会で優勝を経験している。切れ味の鋭い豪快な攻めが特徴。しかし、世界選手権では3回戦で敗退した。その後、了徳寺学園に所属。さらに東海大浦安高校の教員となった。